# Springwater, Oregon
Springwater là một cộng đồng nông thôn chưa hợp nhất trong Quận Clackamas, Oregon, Hoa Kỳ, cách Estacada 3 dặm Anh về phía nam trên Xa lộ Oregon 211. Tên của cộng đồng được gọi là vậy từ những ngày đầu khai phá. Nó là một trong những nơi đầu tiên ở phía thượng nguồn của sông Clackamas có một bưu điện. Bưu điện Springwater hoạt động từ năm 1874 đến năm 1914 với George A. Crawford là bưu điện trưởng đầu tiên. Nhà thờ lịch sử bằng gỗ của Giáo hội Trưởng Lão Springwater được xây dựng khoảng năm 1890.